# Antonio Vicini (politico 1861)
Antonio Giuseppe Maria Vicini (Modena, 1º novembre 1861 – Modena, 29 dicembre 1941) è stato un politico italiano.

## Biografia
Laureato a Modena, avvocato civilista, si interessa fin da studente alla vita politica. Massone, non si sa dove e quando fu iniziato, ma il 19 luglio 1900 fu affiliato Maestro massone nella Loggia Nicola Fabrizi - Secura Fides di Modena. Consigliere comunale e provinciale di Modena, deputato dell'estrema sinistra per tre legislature, nel 1914 si schiera dalla parte interventista e prende parte alla prima guerra mondiale nelle file dei Bersaglieri. Dopo il conflitto è nominato Senatore a vita nel 1920 ed entra nel gruppo dell'Unione Democratica Sociale, poi Unione Democratica, di cui diviene membro del Direttorio. In seguito aderì al movimento fascista e al partito, anche in conseguenza delle leggi che vietarono gli altri partiti; ha comandato la Milizia volontaria per la sicurezza nazionale del suo comune ed è stato podestà di Sassuolo oltre che Presidente della Croce rossa, sezione di Modena e Membro del Comitato nazionale per gli orfani di guerra. Fu sepolto nel cimitero di Spezzano (MO).